# Nikołaj Kuzniecow (wioślarz)
Nikołaj Aleksandrowicz Kuzniecow (ros. Николай Александрович Кузнецов; ur. 1 lipca 1953 w Moskwie) – rosyjski wioślarz reprezentujący ZSRR, brązowy medalista olimpijski i trzykrotny medalista mistrzostw świata.

## Kariera
Wystąpił na igrzyskach olimpijskich w Montrealu w 1976, osada ZSRR w składzie: Raul Arnemann, Nikołaj Kuzniecow, Walerij Dolinin i Anuszawan Gasan-Dżałałow zdobyła brązowy medal w czwórkach bez sternika. W finale uplasowali się o 5,10 sekundy za osadą NRD i o 1,30 sekundy za Norwegami. Był to jego jedyny start olimpijski.
W tej samej konkurencji zdobył także złoty medal na mistrzostwach świata w Cambridge (1978) oraz srebrne na mistrzostwach świata w Lucernie (1974) i mistrzostwach świata w Nottingham (1975). 